# لورنتسيو توما
لورنتسيو توما (بالرومانية: Laurențiu Toma) مواليد 28 يونيو 1981 في بلويشت، هو لاعب كرة يد روماني يلعب كجناح أيمن. مثل منتخب رومانيا لكرة اليد.

## الإنجازات
- الدوري الروماني لكرة اليد:
  - الفوز: 2004، 2006، 2007، 2009، 2010، 2011، 2012
- كأس أبطال الكؤوس الأوروبية لكرة اليد:
  - نصف النهائي: 2006
  - ربع النهائي: 2007، 2009